# Estrela do Norte, Goiás
Estrela do Norte este un oraș în Goiás (GO), Brazilia.